# CRX (ген)
 Белок колбочко-палочкового гомеобокса — белок, что у человека кодируется геном CRX.
Белок, кодируемый этим геном является специфическим фактором транскрипции фоторецепторов, который играет важную роль в дифференцировании фоторецепторных клеток. Это гомеодоменный белок необходим для поддержания нормального функционирования колбочек и палочек. Мутации в этом гене связаны с дегенерацией фоторецепторов, врождённым амаврозом Лебера типа III и аутосомно-доминантной дистрофией типа 2 палочек и колбочек. Несколько вариантов альтернативного сплайсинга транскриптов этого гена были описаны, но полная природа некоторых вариантов не была определена .